# Міоцит
Міоци́ти (лат. myocyti, однина myocytus), або м'язові клітини — особливий тип клітин, що становить основну частину м'язової тканини. Міоцити являють собою довгі, витягнуті клітини, що розвиваються з клітин-попередників — міобластів. Існує кілька типів міоцитів: міоцити серцевого м'яза (кардіоміоцити), скелетної і гладкої мускулатури. Кожен з цих типів має особливі властивості. Наприклад, кардіоміоцити, крім іншого, генерують електричні імпульси, які визначають серцевий ритм.

## Будова
- Міоцити складають основу непосмугованої м'язової тканини, мають від 10 до 100 мкм завдовжки і до 10 мкм в діаметрі.
- Клітинна мембрана міоцита має кілька спеціалізованих областей, які можуть включати інтеркальований диск і поперечну трубчасту систему. Клітинна мембрана покрита пластинчастим покривом, ширина якого становить приблизно 50 нм. Ламінарне покриття можна розділити на два шари; пластинка денса та пластинка люцида. Між цими двома шарами може бути кілька різних типів іонів, включаючи кальцій. Клітинна мембрана прикріплена до цитоскелета клітини за допомогою якірних волокон, ширина яких приблизно 10 нм. Вони, як правило, розташовані на лініях Z, так що вони утворюють борозни, а поперечні трубочки виходять. У серцевих міоцитах це утворює фестончасту поверхню.
- Цитоскелет — це те, що решта клітини будує і має дві основні цілі; перший — стабілізувати топографію внутрішньоклітинних компонентів, а другий — допомогти контролювати розмір і форму клітини. Хоча перша функція важлива для біохімічних процесів, остання є вирішальною у визначенні співвідношення поверхні та об'єму клітини. Це сильно впливає на потенційні електричні властивості збудливих клітин. Крім того, відхилення від стандартної форми та розміру клітини може мати негативний вплив.
- Ядро знаходиться в розширеній частині міоцита, має паличкоподібну форму і містить кілька ядерець.
- Саркоплазма — це цитоплазма м'язового волокна. Більша частина саркоплазми заповнена міофібрилами, які є довгими білковими канатиками, складеними з міофіламентів. Саркоплазма також складається з глікогену, полісахариду мономерів глюкози, який забезпечує енергію клітині при підвищених фізичних навантаженнях, і міоглобіну, червоного пігменту, який зберігає кисень до необхідності для м'язової діяльності.
- Товсті нитки, складаються з білкових молекул, що називаються міозином. У смугах м'язових смуг це темні нитки, з яких складається смуга А. Тонкі нитки складаються з білкових молекул, які називаються актином. У смугах м'язових смуг це легкі нитки, з яких складається I-та смуга. Еластичні нитки складаються з титину, великого пружинистого білка; ці нитки кріплять товсті нитки до Z-диску. Разом ці міофіламенти працюють для утворення м'язового скорочення.
- Саркоплазматичний ретикулум, спеціалізований тип гладкої ендоплазматичної сітки, утворює мережу навколо кожної міофібрили м'язового волокна. Ця мережа складається з угруповань двох розширених кінцевих мішків, які називаються кінцевими цистернами, і однієї поперечної трубочки, або Т-трубочки, яка проходить крізь клітину і виходить з іншого боку; разом ці три компоненти утворюють тріади, які існують у мережі саркоплазматичного ретикулуму, в якому кожна Т-трубочка має по дві кінцеві цистерни з кожного боку. Саркоплазматичний ретикулум служить резервуаром для іонів кальцію, тому, коли потенціал дії поширюється на Т-канальце, він сигналізує саркоплазматичному ретикулуму про вивільнення іонів кальцію з мембранних каналів, щоб стимулювати скорочення м'язів.
- Міоцити непосмугованої м'язової тканини щільно прилягають один до одного або розміщуються таким чином, що кожен з них контактує з 8-10 іншими міоцитами. Завдяки цьому нервові імпульси легко поширюються на всю групу міоцитів, яку називають руховою одиницею.

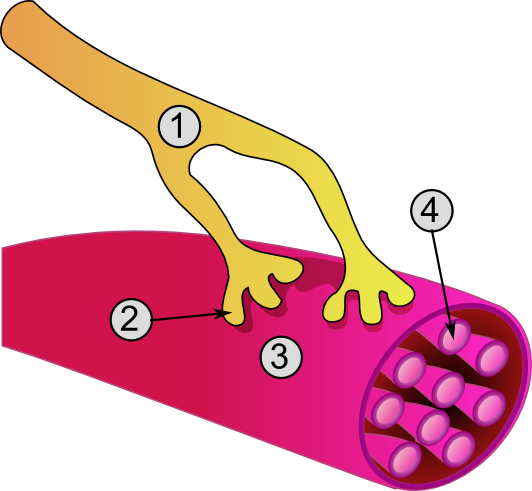
Загальна структура м'язових клітин (міоцитів) і нервово-м'язового з'єднання:
1. Аксон
2. Нервово-м'язове з'єднання
3. М'язова клітина (Міоцит)
4. Міофібрила

## Кардіоміоцит
Серцева посмугована м'язова тканина складається із скоротливих (типових) кардіоміоцитів та серцевих провідних міоцитів. У центрі скоротливого міоциту розташоване одне ядро, а по периферії концентруються пучки міофібрил. Міоцити лежать ланцюжком і утворюють м'язове волокно. Між двома сусідніми міоцитами є вставні диски (місце з'єднання), які утворені двома суміжними мембранами (нексус) і забезпечують тісний контакт між клітинами. За допомогою вставних дисків міоцити зібрані в комплекси або волокна. Вставні диски мають хвилястий вигляд і два види сполучення: десмосоподібні та щільні контакти. Десмосоподібні контакти забезпечують міцне з'єднання клітин, а щільні — електричний зв'язок сусідніх кардіоміоцитів та проведення імпульсів по м'язовому пласту міокарда. Міофібрили через ці вставні диски не проходять. Вставні диски ділять м'язові волокна на окремі сегменти — симпласти, що сприяє відносній незалежності кардіоміоцитів. Це дуже важлива особливість серцевої тканини, що дає змогу безперервно скорочуватись протягом усього життя організму. Оскільки у типових серцевих міоцитів відсутні тріади, для їх скорочення необхідний приплив іонів кальцію з інших тканин. Ось чому введення в кров солей кальцію підсилює роботу серцевого м'яза. Кардіоміоцити, що розміщуються у передсерді, мають здатність синтезувати передсердний натрійуретичний фактор (ПНФ), який діє діуретично (підсилює виведення з організму води і солей та знижує артеріальний тиск).
Провідні (атипові) кардіоміоцити відрізняються за своєю будовою від скоротливих. Містить кілька ядер, а міофібрил значно менше, вони йдуть у різних напрямах і перетинаються між собою. Їх сукупність утворює серцеве провідне м'язове волокно. Останні формують провідну систему, яка забезпечує узгодженість скорочень різних ділянок серцевої м'язової тканини.